# Carlo Evasio Soliva
Œuvres principales
La testa di bronzo
Carlo Evasio Soliva (né à Casale Monferrato, le 27 novembre 1791, décédé à Paris le 20 décembre 1853) est un compositeur et un musicien helvéto-italien.

## Biographie

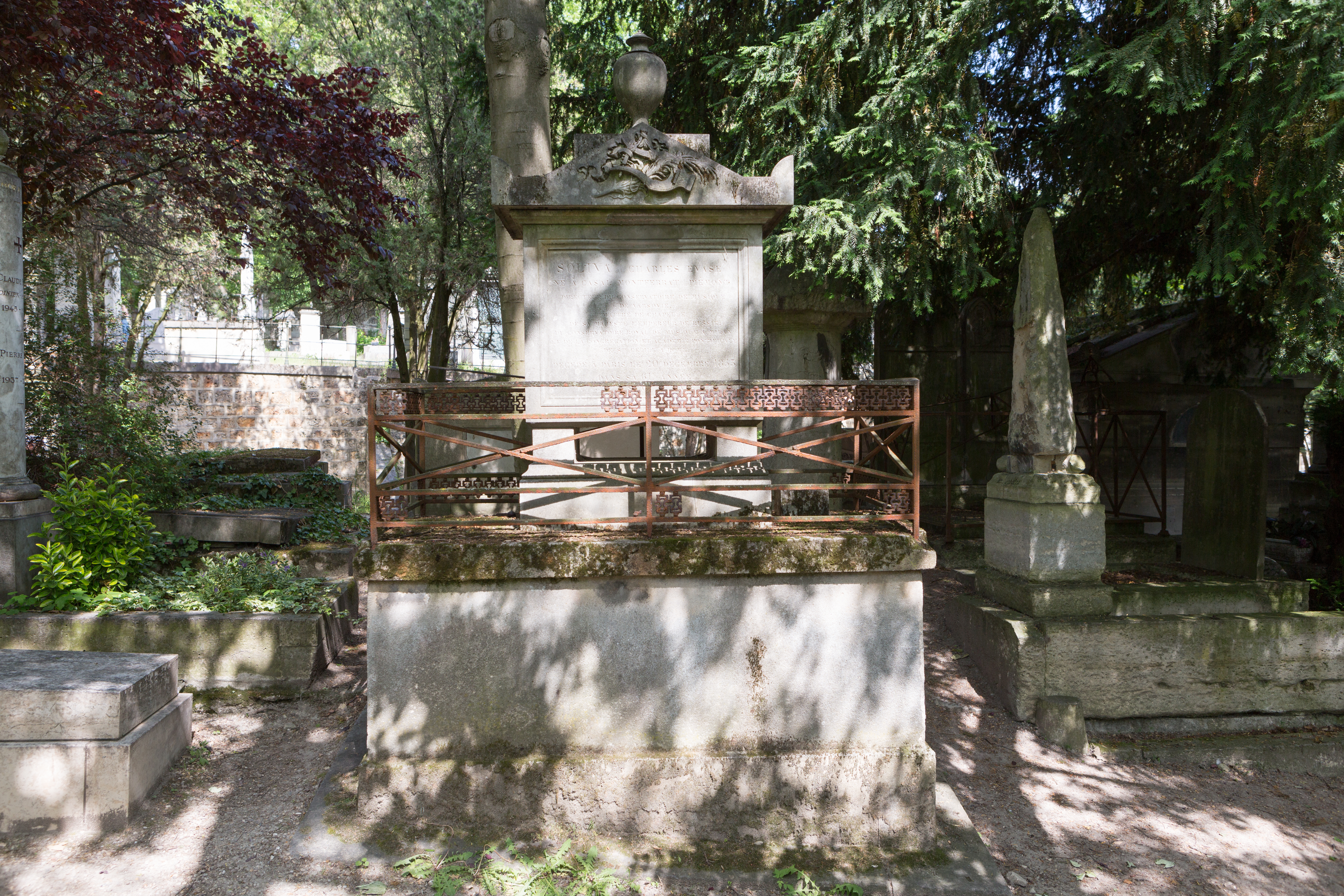
Tombe au cimetière du Père-Lachaise.

Fils de Giovanni, un cafetier originaire de Semione, et de Lucia Cima, originaire d'Olivone, il a obtenu un diplôme pour le piano et la composition au Conservatoire de Milan (1815). En 1816, il a fait ses débuts à la Scala avec le mélodrame héroïque en deux actes La testa di bronzo, sur un livret de Felice Romani. L'opéra était dirigé par Vincenzo Lavigna et avait comme interprètes Claudio Bonoldi (ténor) et Filippo Galli (basse). L'opéra a obtenu 47 rappels et a été admiré par Stendhal. Stendhal a fait l'éloge de la « vie dramatique » de l'œuvre, dont il a reconnu les faiblesses du chant, mais les qualités des ensembles et des récitatifs: « Son opéra est le plus fort, le plus enflammé, le plus dramatique auquel j'ai jamais assisté. Il n'y a pas une seule de longueur ». Stylistiquement, La testa di bronzo présente des réminiscences de Mozart dans la caractérisation musicale des personnages, une maturité orchestrale dérivée de celle de Cherubini et Mayr, l'éclat scénique du jeune Rossini.
Les opéras suivants de Soliva (Berenice d'Armenia en 1816 sur un livret de Jacopo Ferretti avec Teresa Belloc-Giorgi, Giovanni Battista Velluti et Claudio Bonoldi au Teatro Regio de Turin, La zingara dell'Asturia en 1817 à la Scala, Giulia et Sesto Pompeo en 1818 à la Scala, Elena e Malvina en 1824 avec Giovanni Battista Verger à la Scala) ont obtenu un succès mitigé. Bien incapables de suivre le style dominant de Rossini, ils démontrent déjà les tendances vers une sensibilité préromantique.
Soliva quitte Milan, la ville où il a rencontré entre autres Giacomo Ciani, qui sera plus tard, le parrain de son fils Napoléon en 1821. Soliva devient professeur de chant à Varsovie, où il fait la connaissance de Frédéric Chopin. Le 11 octobre 1830, il a dirigé au Théâtre national de Varsovie, la création du Concerto pour piano no 1 avec le compositeur au piano. En 1832, il a pris divers engagements musicaux à la cour de Saint-Pétersbourg. Après avoir quitté la Russie en 1841, il a séjourné en 1843 à Semione dans la maison familiale. À partir de 1844, il a vécu à Paris, où il a donné des cours de chant et composé de la musique vocale et de la musique de chambre. À Paris, il a rencontré George Sand. Il est enterré au cimetière du Père-Lachaise (13e division), à Paris.